# Werdermannia mendocina
Werdermannia mendocina är en korsblommig växtart som beskrevs av Osvaldo Boelcke och S. Arroyo. Werdermannia mendocina ingår i släktet Werdermannia och familjen korsblommiga växter. Inga underarter finns listade i Catalogue of Life.